# Græse Bakkeby
Græse Bakkeby er en satellitby til Frederikssund i Nordsjælland med 2.284 indbyggere  (2024). Den tilhører Region Hovedstaden og ligger i Frederikssund Kommune, og ligger i Græse Sogn, tre kilometer nord for Frederikssunds centrum.
Græse Bakkeby ligger på en bakke, ned til Roskilde Fjord. Den ligger i Græse Sogn. Navnet stammer fra Græse, en by der ligger ca. 400 meter væk.
I Græse Bakkeby ligger skolen Trekløverskolen afdeling Græse bakkeby (0-6 klasse), samt to daginstitutioner: Højvang og Toftlund. Der ligger der også en Daglig'brugs.
Græse Bakkeby består primært af ejerboliger både villaer og rækkehuse men også almennyttige lejeboliger.